# Мустеријен
Мустеријен (фр. moustérien) јест индустрија каменог оруђа и водећа средњопалеолитска култура, која је названа по епонимном налазишту, пећини Мустије (фр. Peyzac-le-Moustier) у Француској. Дефинисао ју је 1869. године Габријел де Мортије, који је предложио релативну хронологију артефаката. Носилац мустеријена је Homo sapiens neanderthalensis. Јавља се у горњем плеистоцену, пре отприлике 130.000 година. Траје од интерглацијала Riss-Würm-a, тј. од изотопске етапе 5е до отприлике 30.000, тачније до осцилације Stilfrid B (изотопска етапа 3).
Ова култура била је распрострањена по целој Европи и деловима Африке и Азије, а проширила се и у областима где је за време глацијалних раздобља преовлађивала веома гладна клима. Одликују је разне варијанте пострушки (конвексне, конкавне, конвергентне, угаоне, трасверзалне), мустеријенски шиљци, јамичасто и назупчано оруђе и бифацијално окресани ручни клинови. Техника која је карактеристична за ово доба је окресивање са дискоидних језгара, а у неким индустријама заступљена је и левалуазијенска техника окресивања.

## Налазишта
У Европи, осим епонимног налазишта, мустеријенски локалитети су:
- Крапина
- Виндија
- Велика пећина
- Ветерница (пећина)
- Фераси
- Спај (пећина)

Мустеријенски локалитети у Азији:
- Табун
- Кебара
- Амуд
- Шанидар
- Тешик Таш

## Типологија
Према учесталости појединих типова алатки, мустеријен се може поделити на:
- мустеријен са ашелском традицијом
- типични
- зупчасти
- шарентијен